# Munnikeveen
Munnikeveen is een voormalig eiland in de Dollard. Het bestond uit overslikte hoogveengronden, die grotendeels eigendom waren van het Grijzevrouwenklooster van Midwolda en de kerk van Oostwold. De kwelders vormden een waardevolle bron voor kwelderhooi en boden vermoedelijk ook een uitgangspunt voor de jacht op zeehonden, visserij en het bergen van strandgoed. In de negentiende eeuw was het voormalige eiland, dat inmiddels vanaf het vasteland bereikbaar was, in handen geraakt van enkele particuliere eigenaren, die in 1899 de Maatschappij tot Exploitatie van het Onverdeelde Munnikeveen B.V. oprichtten. Deze notabele firma bestaat nog steeds.
Vóór 1800 werd het Munnikeveen aan weerszijden begrensd door het Noorder Oude Riet en de Oude Geut, die beide uitmondden in de Oude Beertstermude – de uitmonding van het Beertsterdiep en het Bellingwolderzijldiep. Het noordelijkste deel stond bekend als Bolplaat.

## Geschiedenis
Het Munnikeveen vormt het laatste restant van een uitgestrekt veengebied, waarop ook het klooster Palmar en het dorp Tysweer waren gesitueerd. Het is gezien de gebruikte landmaat waarschijnlijk akkerland geweest. Doorgaans neemt men aan dat het eiland oorspronkelijk in handen was van het Grijzemonnikenklooster, maar het kan goed zijn dat Palmar de voorgaande bezitter was. Ook de Bolplaat heeft zijn naam wellicht aan het klooster ontleend. De bezitslijsten van de Abdij van Werden situeren hier rond het jaar 1000 de nederzettingen Walda en wellicht ook Uppan Walda. Johan Rengers van ten Post schrijft omstreeks 1582 over de Dollard dat de grunt op vole plaetsen noch alsoe hoech is als de landen tussen Wageborg, Duerswolt unde Den Dam und Westfijwelingerlant. In 1583 werd  op het eylandeken Monnickesveen geheten een perceeltje hooiland verkocht.
Munnikeveen komt voor het eerst voor op de beroemde Dollardkaart van Jacob van der Mersch uit 1574. Op de oorspronkelijke kaard werd de plek van het eiland aangegeven middels een handvol veenbultjes bij de verdronken dorpen Meerhusen en Marckhusen, vlak bij een klein meertje. Op de bijbehorende schets van de actuele situatie tekent hij twee eilandjes met het bijschrift Munckfeen. Meerhuissen komt eerder voor op een (onbetrouwbare) lijst van verdronken Dollarddorpen uit het midden van de zestiende eeuw; de naam ontbreekt echter in middeleeuwse bronnen. Laurentius Michaelis karteert beide eilandjes in 1579 onder de naam Marchuse; op de gedrukte kaart van Johannes Michaelis uit 1592 heten ze Mucker:veen.
Het eiland was aanvankelijk - afgezien van de omliggende slikken - slechts 7 hectare groot. Door aanwas groeide het verder aan; dit bevorderde men door het laten graven van greppels. In 1787 werden de eigendomsrechten nader vastgelegd: de familie Hora kreeg 2/5 deel, de kerk van Oostwold 1/7 deel, terwijl de rest (15/35 deel) aan de provincie Groningen toekwam. In 1862 waren de kwelders inmiddels zo hoog opgeslibd, dat konden worden meegenomen bij de bedijking van de Reiderwolderpolder. Een volgend stuk werd bedijkt in Carel Coenraadpolder (1924). De bedijkte gronden werden verpacht. In 1935 begon men met systematische landaanwinning volgens de Sleeswijk-Holsteinse methode. Inmiddels vallen de resterende kwelders niet meer van het naburige natuurgebied te onderscheiden.

## Trivia
- Munnekeveen is een boerderij in de Finsterwolderpolder